# 爆笑大学 ただ今授業中
『爆笑大学 ただ今授業中』（ばくしょうだいがく ただいまじゅぎょうちゅう）は、1967年5月7日から1968年1月28日までTBS系列局で放送されていた朝日放送製作のクイズ番組である。参天製薬の一社提供。放送時間は毎週日曜 12:15 - 12:45 （日本標準時）。

## 概要
三遊亭歌奴（後の3代目三遊亭圓歌）の落語「授業中」を立体ショー化した番組で、舞台を大学の教室に見立てて展開。歌奴本人が先生役を、宮地晴子が助手役を務めていた。学生役の解答者たちは、歌奴の出す問題に答えていた。